# Schumacheria alnifolia
Espèce
Statut de conservation UICN

 CR B1+2c : 
En danger critique
Schumacheria alnifolia est une espèce de plantes de la famille des Dilleniaceae.

## Liste des variétés
Selon Tropicos (12 avril 2019) (Attention liste brute contenant possiblement des synonymes) :
- variété Schumacheria alnifolia var. alnifolia
- variété Schumacheria alnifolia var. dentata Thwaites
- variété Schumacheria alnifolia var. scabra Thwaites
- variété Schumacheria alnifolia var. subglabra Thwaites

## Publication originale
- Flora Indica: being a systematic account of the plants . . 1: 66. 1855.